# سیلوانوس تامپسون
سیلوانوس فیلیپس تامپسون (به انگلیسی: Silvanus Phillips Thompson) (۱۹ ژوئن ۱۸۵۱ - ۱۲ ژوئن ۱۹۱۶) استاد فیزیک در کالج فنی گیلدز (City and Guilds Technical College) در انگلستان بود. در سال ۱۸۹۱، او به‌دلیل تلاش‌هایش به‌عنوان مهندس برق و نویسنده به عضویت انجمن سلطنتی انتخاب شد.